# Кугельблиц
Не следует путать с немецкой ЗСУ «Kugelblitz».
Кугельбли́ц (от нем. Kugelblitz — «шаровая молния») — понятие теоретической физики, обозначающее столь сильную концентрацию света, что она формирует горизонт событий: согласно общей теории относительности, если достаточное количество излучения сконцентрировано в одной точке, концентрация энергии может привести к искривлению пространства-времени, достаточного для того, чтобы стать чёрной дырой (даже если первоначальная масса-энергия объекта была в виде лучистой энергии, а не вещества). Иными словами, кугельблиц — это чёрная дыра, образованная из энергии, а не из массы. Согласно общей теории относительности Эйнштейна, когда горизонт событий сформирован, тип массы-энергии, создавший его, уже не имеет значения. Температура кугельблица, согласно расчётам, должна превосходить температуру Планка — температуру Вселенной через 5,4⋅10−44 секунд после Большого Взрыва.
Вероятно, самая известная ссылка на концепцию кугельблица в англоязычной литературе содержится в работе Джона Уилера 1955 года «Геоны», в которой он, в частности, исследовал упрощённую модель частицы как искривления пространства-времени. Работа Уилера также содержит идею, что линии электрического заряда в ловушке возле кротовых нор могут быть использованы для моделирования свойств пар заряженных частиц.

## В культуре
«Кугельблиц» является важным элементом сюжета в научно-фантастическом романе Фредерика Пола «Рандеву с Хичи».